# Skyggetante
Skyggetante er en ugift kvinde, der lever hos sin familie. 
Det er oftest en ældre kvinde uden uddannelse der ikke kan forsørge sig selv og lever hos broderen eller søsterens familie, hvor manden er eneforsøger.
En skildring af en skyggetante findes i tv-serien Matador med rollen Elisabeth Friis, der bor hos sin søsters familie i Korsbæk.
Fjerde episode af serien, der fokuserer på hendes historie, har titlen "Skyggetanten".